# Calesia
Calesia är ett släkte av fjärilar. Calesia ingår i familjen nattflyn.

## Bildgalleri

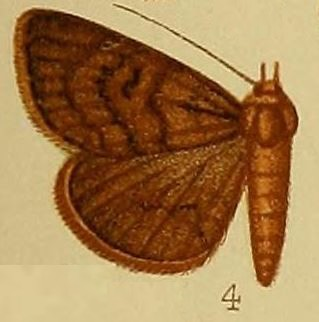
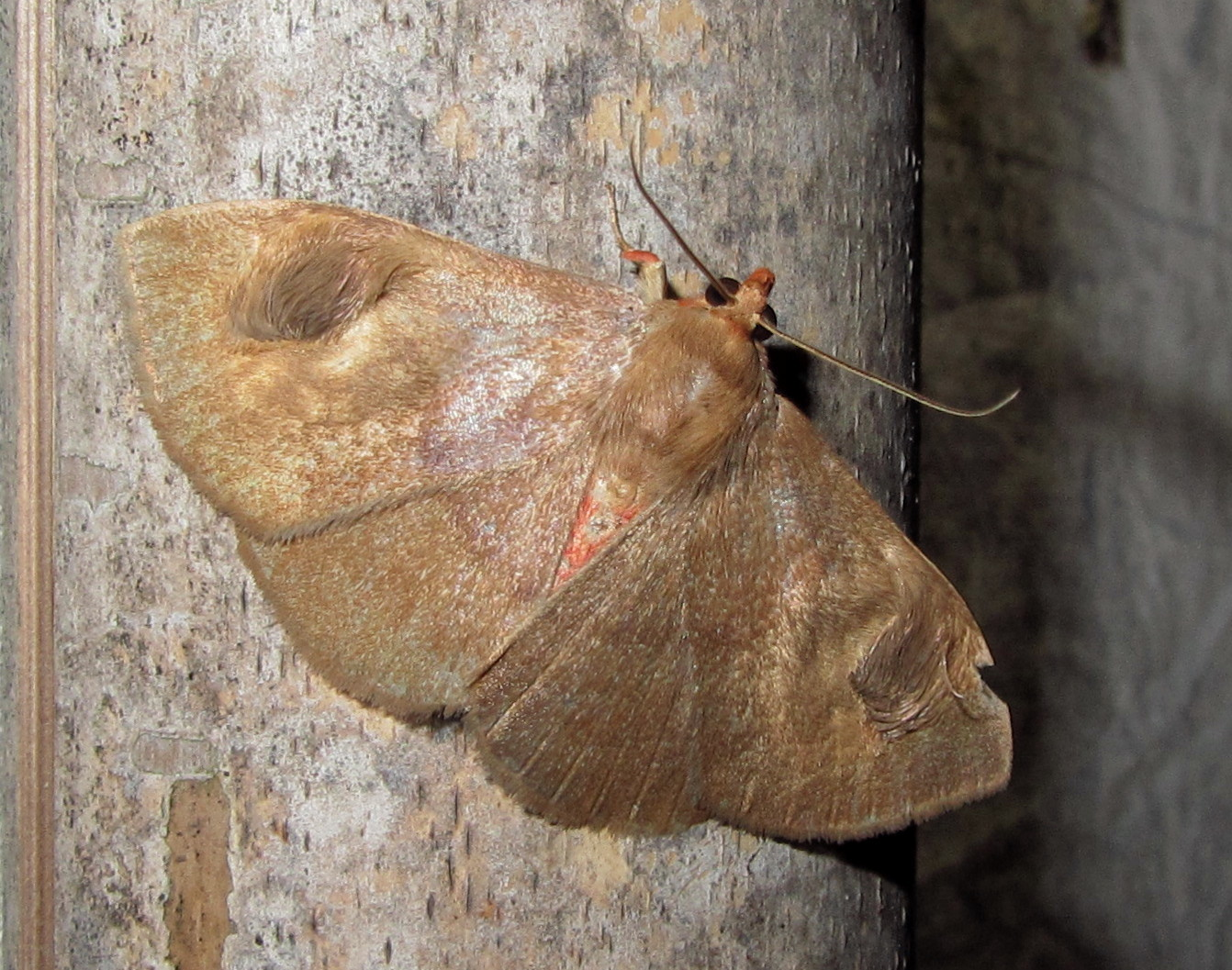
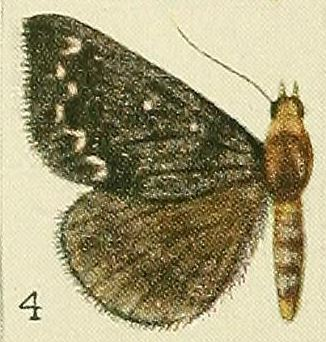

## Dottertaxa tillCalesia, i alfabetisk ordning[1]
- Calesia amydra
- Calesia arhoda
- Calesia canescens
- Calesia caputrubrum
- Calesia comosa
- Calesia cryptoleuca
- Calesia dasyptera
- Calesia flabellifera
- Calesia fulviceps
- Calesia fuscicorpus
- Calesia gastropachoides
- Calesia haemorrhoa
- Calesia hirtisquama
- Calesia invaria
- Calesia karschi
- Calesia leucostigma
- Calesia marginata
- Calesia nigriannulata
- Calesia nigriventris
- Calesia othello
- Calesia patna
- Calesia pellio
- Calesia phaeosoma
- Calesia proxantha
- Calesia rhodotela
- Calesia roseiceps
- Calesia roseiventris
- Calesia rufipalpis
- Calesia satellitia
- Calesia simplex
- Calesia stigmoleuca
- Calesia stillifera
- Calesia tamsi
- Calesia thermantis
- Calesia vinolia
- Calesia xanthognatha
- Calesia zambesita